# Wang Jing (Bergsteigerin)

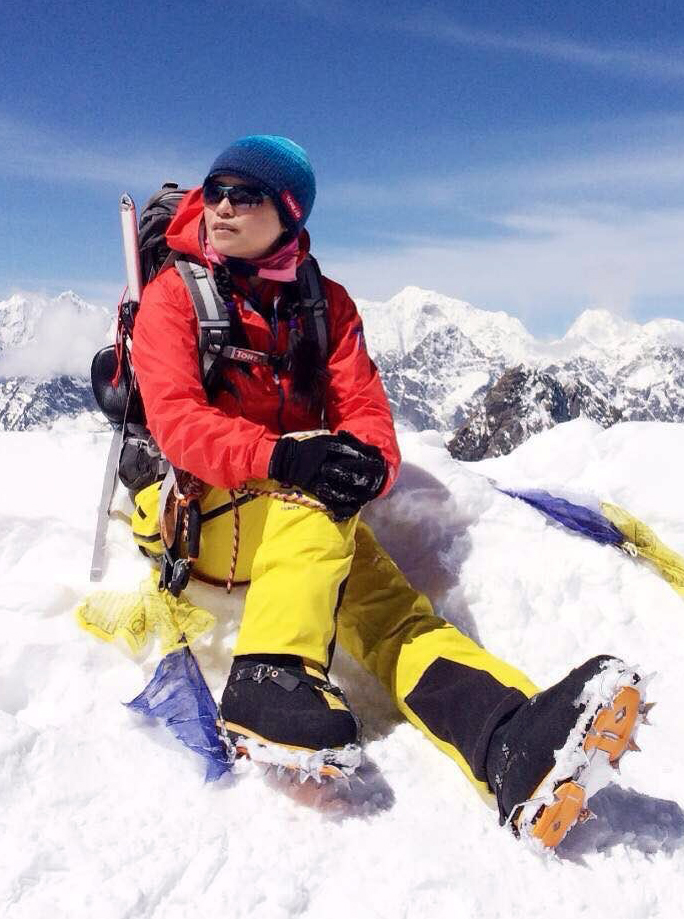
Wang Jing (2014)

Wang Jing (chinesisch 王静; Pinyin Wáng Jìng; * 29. März 1975 in Ziyang, Sichuan) ist eine chinesische Unternehmerin, Bergsteigerin und Autorin. Sie ist Mitbegründerin einer chinesischen Outdoor-Bekleidungsfirma und engagiert sich in verschiedenen gemeinnützigen Organisationen in ihrem Heimatland und in Nepal. Internationale Bekanntheit erlangte sie im Jahr 2014 mit der Besteigung der Seven Summits und der Absolvierung des Explorers Grand Slam in der inoffiziellen Rekordzeit von 142 Tagen.

## Biografie
Wang Jing wuchs als jüngstes von vier Kindern in einer ländlichen Gegend von Ziyang in der südchinesischen Provinz Sichuan auf. Ihr Vater war als Fabrikarbeiter tätig, ihre Mutter arbeitete für die lokale Verwaltung. Nach der Mittelschule arbeitete Wang als Kellnerin und lernte 1993 ihren späteren Geschäftspartner und Ehemann Sheng Faqiang kennen.

### Unternehmerische Tätigkeit
Gemeinsam mit Sheng Faqiang kaufte Wang Jing 1995 ein Design-Patent für Zelte und gründete ein eigenes Produktionsunternehmen namens Tianhui (englisch etwa „Everyday happy“). Das erste Zelt nähte Wang selbst. Später verlegte das Paar den Firmensitz nach Beihai in der Provinz Guangxi und gründete im Januar 1999 die Firma Beijing Toread Outdoor Products. Der Geschäftsbereich umfasst Design und Entwicklung, Produktion und Verkauf von Outdoor-Bekleidung, Schlafsäcken und Zelten sowie den Verkauf von Hüten, Rucksäcken, Schuhen, Schreibwaren und anderen Gebrauchsgütern. Daneben bietet das Unternehmen unter anderem Informationsberatung und Marktforschung. 2009 ging Toread an die Börse Shenzhen, der Marktwert betrug 2014 fast eine Milliarde US-Dollar. Im selben Jahr listete Forbes das Unternehmen als eines von Asia’s 200 Best Under a Billion.
Nachdem sie zugunsten ihrer alpinistischen Laufbahn unternehmerisch kürzergetreten war, wurde Wang Jing 2017 CEO und Vorstandsvorsitzende von Toread. 2021 zog sie sich aus der Führungsetage zurück, um sich vermehrt anderen Projekten widmen zu können.

### Alpinismus
Wang Jing bestieg 2007 erstmals Afrikas höchsten Berg Kilimandscharo und fand Gefallen am Höhenbergsteigen. In den folgenden sechs oder sieben Jahren erreichte sie die Gipfel der Achttausender Broad Peak, Cho Oyu, Lhotse, Makalu, Manaslu, Mount Everest und Shishapangma. Den Everest erklomm sie als erste Chinesin von der nepalesischen Südseite aus sowie zwischen 2010 und 2019 – ebenfalls als erste Chinesin – insgesamt viermal.
Im Jahr 2014 feierte Wang ihren größten Erfolg als Bergsportlerin. In der damaligen Rekordzeit von 142 Tagen absolvierte sie den sogenannten Explorers Grand Slam, eine Kombination aus dem Erreichen von Nord- und Südpol und der Besteigung aller Seven Summits. Nachdem sie am 15. Januar per Ski den Südpol erreicht hatte, ließ sie in der zweiten Monatshälfte Expeditionen zu Mount Vinson und Aconcagua folgen. Im Februar bestieg sie Kilimandscharo und Puncak Jaya, im März Elbrus und im April erreichte sie den Nordpol. Nach ihrer dritten Besteigung des Everest im Mai schloss sie den Grand Slam am 6. Juni auf dem Denali ab. Inklusive Mount Kosciuszko und Mont Blanc war ihr die Bewältigung aller Seven Summits ebenso in einer Rekordzeit von 138 Tagen gelungen. Beide Bestzeiten wurden zwei Jahre später vom US-Amerikaner Colin O’Brady unterboten.

#### Everest-Kontroverse

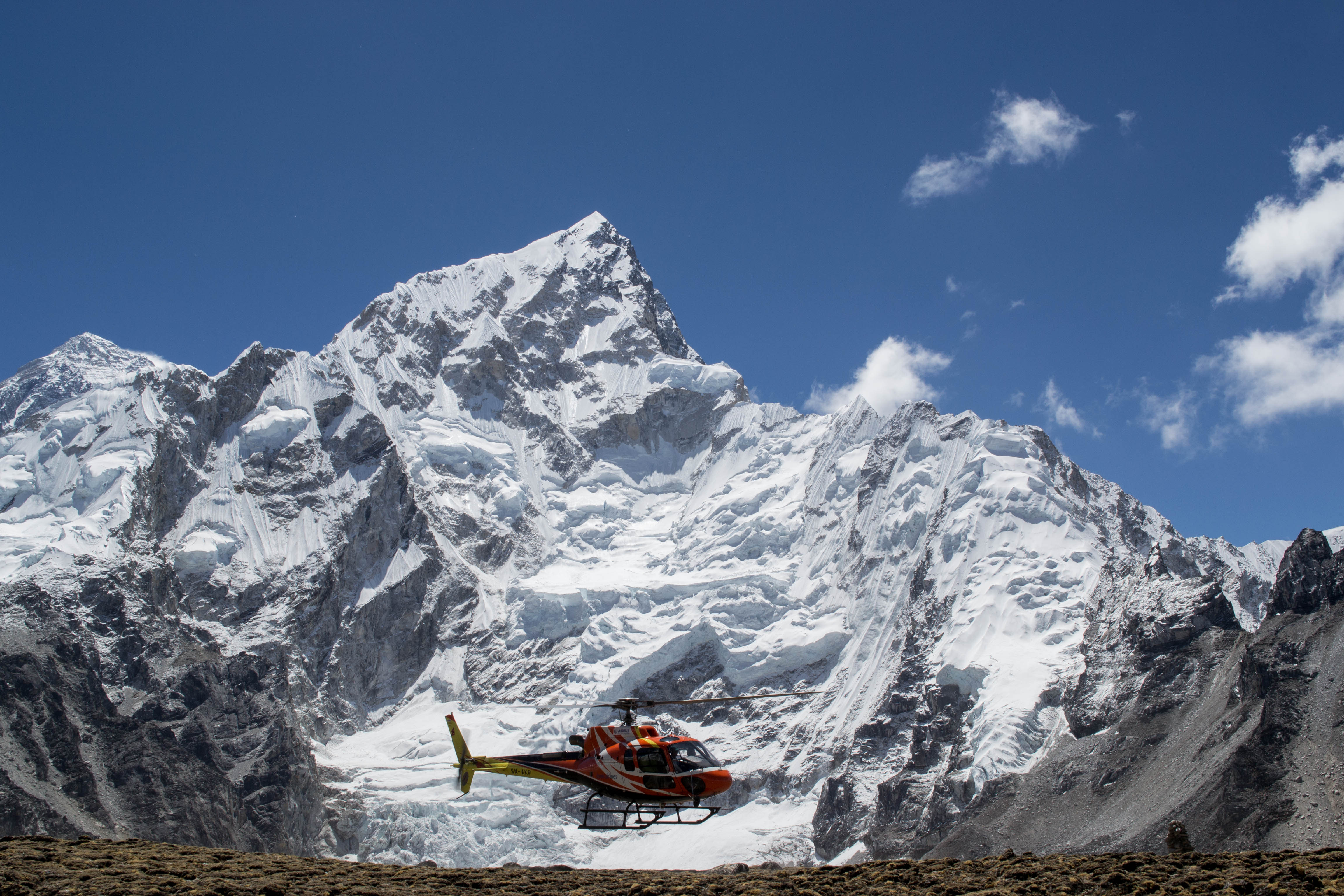
Start eines Helikopters im Everest-Basecamp am Fuß des Nuptse

Am 18. April 2014 kamen bei einem Lawinenabgang über dem Khumbu-Eisbruch 16 Sherpas ums Leben, womit das Expeditionsgeschehen auf der Südseite des Mount Everest schlagartig aussetzte. Wang Jing wollte sich dadurch nicht von ihrem Rekordversuch abhalten lassen und reiste zum Basislager an, nachdem ihr die chinesischen Behörden eine Besteigungserlaubnis für die Nordseite verwehrt hatten. Weil der Eisbruch durch die Lawine unpassierbar geworden war, flogen Wang und ihr mehrköpfiges Team am 10. Mai mit dem Helikopter zu Lager zwei auf 6474 Meter Seehöhe und umgingen damit eine Schlüsselstelle der Everest-Besteigung. Nach ausgiebiger Akklimatisation erreichte die Chinesin am 23. Mai um 18:30 Uhr Ortszeit – lange nach der üblichen Deadline für eine sichere Rückkehr – den Gipfel. Aufgrund des Ausbleibens der Alpintouristen waren von den Sherpas keine Fixseile montiert worden, was sowohl An- als auch Abstieg über den Hillary Step besonders beschwerlich machte. Nach Abstieg im Dunkeln traf Wang erst um 23 Uhr wieder in Lager vier am Südsattel ein, wo sie sich je zwei Zelte und Schlafsäcke mit ihren fünf Sherpas teilen musste. Am 25. Mai kehrte die Bergsteigerin ins Basislager und in weiterer Folge nach Kathmandu zurück, von wo aus sie den Explorers Grand Slam fortsetzte.
Wangs dritte Besteigung des höchsten Berges der Welt sorgte nicht nur wegen der zeitlichen Nähe zum tragischen Lawinenunglück für negative Reaktionen. Viele Bergsteigerkollegen und Kommentatoren in den sozialen Medien sahen in ihrem Helikopterflug eine „Geschmacklosigkeit“ bzw. die Ethik des Bergsteigens verraten. Der Umstand, dass die nepalesischen Behörden Helikopterflüge über den Eisbruch normalerweise ausschließlich zu Rettungszwecken erlauben, brachte der Expedition zusätzlich Kritik ein. Bereits zwei Tage zuvor hatte die US-Amerikanerin Cleonice Weidlich den Khumbu-Eisbruch mit dem Expeditionsziel Lhotse überflogen. Himalaya-Chronistin Elizabeth Hawley äußerte sich ebenfalls kritisch und konnte sich vorstellen, eine neue Kategorie „flugunterstützte Besteigung“ einzuführen. Wang Jing gab später an, sich der Problematik bewusst gewesen zu sein und sich aus Sicherheitsgründen für den Flug entschieden zu haben. Trotz der Aufstiegshilfe wurde die Besteigung im Juni von der zuständigen nepalesischen Behörde zertifiziert. Obendrein ehrte Tourismus- und Luftfahrtminister Bhim Acharya die Chinesin für ihren „erfolgreichen Aufstieg in einer Zeit der Krise und Unsicherheit“ als „International Mountaineer of the Year“. 
Aufgrund des Fluges erkennt Guinness World Records die Rekordzeiten sowohl für den Explorers Grand Slam als auch für die Seven Summits nicht an und listet Masha Gordon, der die Herausforderung 2015/16 in 238 Tagen gelang, als weibliche Rekordhalterin.
Wang Jing hielt ihre alpinistischen Erfahrungen in zwei Büchern fest. Life at Altitude erschien 2013, Silence of the Summit Ende 2018. Über ihre Expedition zu Mount Everest und Nuptse im Mai 2013 befindet sich ein Dokumentarfilm mit dem Titel There Is a Road in the Clouds, der am Banff Mountain Film Festival gezeigt werden soll, im Entstehen. Ihr in mehr als einem Jahrzehnt angesammeltes Reisematerial soll außerdem für weitere Filmproduktionen herhalten.

### Weitere Aktivitäten
Neben ihrer unternehmerischen Arbeit engagiert sich Wang Jing in verschiedenen gemeinnützigen Organisationen. Sie ist langjähriges Vorstandsmitglied der ersten chinesischen Umweltschutz-NGO Society of Entrepreneurs and Ecology (SEE) und unterstützt die Zero Waste Climb Campaign sowie einen als Folge des verheerenden Erdbebens in ihrer Heimatprovinz 2008 ins Leben gerufenen Hilfsfonds.
Während ihrer Himalaya-Expeditionen entwickelte Wang eine Bindung zu Nepal und insbesondere zur Khumbu-Region. 2014 spendete sie 30.000 US-Dollar an das Krankenhaus von Namche Bazar. Im Jahr darauf wurde sie neben anderen Alpinisten wie Reinhold Messner und Edurne Pasaban vom Nepal Tourism Board (NTB) mit dem Ziel, den Tourismus auf das Niveau vor der Erdbebenkatastrophe von 2015 zu bringen, zur „Botschafterin des guten Willens“ ernannt. 2016 gründete Wang eine Stiftung zur Verbesserung des Lebensstandards der Sherpa, die den Bau von Schulen, Klöstern und Krankenhäusern sowie andere Sozialprojekte in der Region unterstützt.
Wang Jing ist mit ihrem Geschäftspartner Sheng Faqiang verheiratet und hat mit ihm zwei gemeinsame Töchter.

## Erfolge
Explorers Grand Slam
1. Südpol – 15. Januar 2014
2. Mount Vinson (höchster Punkt Antarktikas) – 19. Januar 2014
3. Aconcagua (Südamerika) – 31. Januar 2014
4. Kilimandscharo (Afrika) – 15. Februar 2014
5. Mount Kosciuszko (Australien)*
6. Puncak Jaya (Australien) – 22. Februar 2014
7. Elbrus (Europa) – 14. März 2014
8. Nordpol – 8. April 2014
9. Mount Everest (höchster Punkt der Erde und Asiens) – 23. Mai 2014
10. Denali (Nordamerika) – 6. Juni 2014
11. Mont Blanc (Europa)* – 13. Juni 2014[1]

* Weil über die höchsten Erhebungen Australiens und Europas Uneinigkeit herrscht, bestieg Wang zwei Gipfel zusätzlich.
Achttausender
- Broad Peak
- Cho Oyu
- Lhotse
- Makalu
- Manaslu
- Mount Everest (insgesamt viermal)[4]
- Shishapangma

## Auszeichnungen
- 2014: International Mountaineer of the Year Award
- 2015: Ernennung zur „Botschafterin des guten Willens“ des Nepal Tourism Board
- 2021: Woman Who Dared Award (Chinese Institute)[11]

## Veröffentlichungen
- Life at Altitude. Beijing Publishing Group, Peking 2013.[12]
- Silence of the Summit. Selbstverlag, Peking 2018, ISBN 978-1792108457, 328 S. (englische Version)